# Revista da Faculdade de Direito da Universidade de São Paulo
A Revista da Faculdade de Direito da Universidade de São Paulo é um periódico brasileiro especializado em literatura jurídica a cargo da Faculdade de Direito de São Paulo.

## História
Sua criação foi a mando do artigo 175 do Decreto nº 1.159, de 3 de dezembro de 1892, que estabeleceu o Código das disposições comuns as instituições de ensino superior dependentes do Ministério da Justiça e Negócios Interiores e foi instituída em âmbito institucional em 26 de abril de 1893 e sua primeira edição foi lançada em 15 de novembro do ano idem com a denominação de Revista da Faculdade de Direito de São Paulo e a partir de 1934 passou a ter a denominação atual.